# Clark Ashton Smith
Pour les articles homonymes, voir Clark Smith et Smith.
Clark Ashton Smith, né le 13 janvier 1893 à Auburn en Californie et mort le 14 août 1961  à Pacific Grove dans le même État, est un artiste, poète et écrivain américain de fantasy, horreur et science-fiction, et un grand ami de H. P. Lovecraft. Certaines de ses œuvres prennent place dans des régions imaginaires variées : Hyperborée, Poseidonis (en), Averoigne, Zothique… D'autres se situent sur Mars.

## Biographie

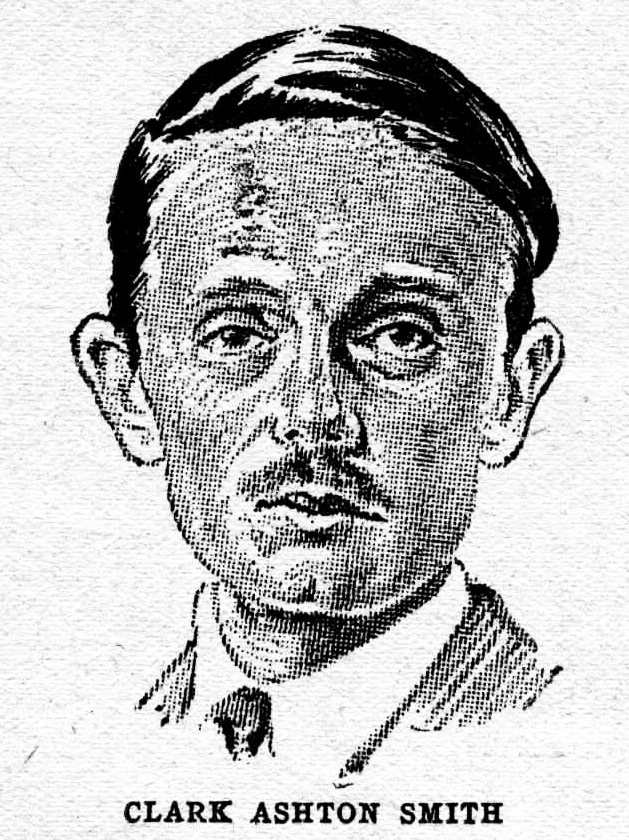
Clark Ashton Smith vers 1930.

Atteint de tuberculose et victime d'une dépression nerveuse, il vécut en reclus dans une cabane qu'il construisit avec son père près d'Auburn, puis à Pacific Grove (non loin de Monterey). Entièrement autodidacte, il n'alla jamais au lycée ; il apprit seul le français et l'espagnol, traduisant de nombreux poètes, dont Charles Baudelaire. Il fut successivement journaliste, dactylographe, cueilleur et empaqueteur de fruits, coupeur de bois, gâcheur de ciment, jardinier et mineur.
À 35 ans, il entreprit la rédaction de ses nouvelles fantastiques (plus d'une centaine entre 1929 et 1935, pour la plupart publiées dans la revue Weird Tales).
Jusqu'à son décès (en 1937), H. P. Lovecraft lui prodigua ses encouragements et tenta de faire connaître son œuvre autour de lui (aussi bien ses nouvelles — il le mentionne par exemple dans L'Appel de Cthulhu — que ses peintures et ses sculptures). Mais il faudra attendre la fin de la Seconde Guerre mondiale pour que ses nouvelles soient publiées en recueils par August Derleth chez Arkham House.
Les œuvres de Smith se démarquent de celles des autres membres du cercle lovecraftien par ce qu'elles bannissent les scènes de combats et les démonstrations de force physique (contrairement à Robert E. Howard) et mettent le plus souvent en scène des sorciers, démons, vampires, au milieu de décors plus somptueux, de mondes perdus et oubliés.
Smith aimait utiliser des mots raffinés, rares ou archaïques, au sein de longues phrases, avec une débauche excessive de détails poétiques. Il compensait ainsi son manque de technique académique de l'écriture par une grande richesse de vocabulaire, une grande imagination onirique et une inlassable soif de culture[réf. nécessaire].

## Œuvre
| - 1912 : The Star-Treader and Other Poems (recueil poétique) - 1974 : Autres dimensions (Christian Bourgois) Other Dimensions (1970) - Abandonnés dans l'Andromède (Marooned in Andromeda) - L'Étonnante Planète (The Amazing Planet) - Une aventure dans le futur (An Adventure in Futurity) - L'Incommensurable Horreur (The Immeasurable Horror) - La Ville invisible (The Invisible City) - La Dimension du hasard (The Dimension of Chance) - La Métamorphose de la terre (The Metamorphosis of Earth) - Tel phénix (Phoenix) - Le Conte de nécromancie (The Necromantic Tale) - La Vénus d'Azombeii (The Venus of Azombeii) - La Résurrection du serpent à sonnette (The Resurrection of the Rattlesnake) - Le Cadavre en trop (The Supernumerary Corpse) - Les Mandragores (The Mandrakes) - Treize fantasmes (Thirteen Phantasms) - Une offrande à la lune (An Offering to the Moon) - Les Monstres de la nuit (Monsters in the Night) - Le Kriss malais (The Malay Krise) - Le Fantôme de Mohammed Din (The Ghost of Mohammed Din) - Le Cornac (The Mahout) - Le Rajah et le tigre (The Raja and the Tiger) - Quelque chose de nouveau (Something New) - La Justice de l'éléphant (The Justice of the Elephant) - Le Baiser de Zoraida (The Kiss of Zoraida) - Un conte de Sir John Maundeville (A Tale of Sir John Maundeville) - La Goule (The Ghoul) - Conte du désert (Told in the desert) - 1978 : Zothique (Librairie des Champs-Élysées) - 1981 : Poséidonis (Librairie des Champs-Élysées) - 1985 : L'Île inconnue (Néo n°149) Out of Space and Time (1942) - La Fin de l'histoire (The End of the story) - Un rendez-vous en Averoigne (A Rendez-vous in Averoigne) - Une nuit à Malnéant (A Night in Malneant) - La Cité de la flamme chantante (The City of the Singing Flame) - L'Île inconnue (The Uncharted Isle) - Les Funérailles de Sir Magbane (The Second Interment) - L'Ombre double (The Double Shadow) - Les Chaînes de feu (The Chain of Aforgomon) - L'Idole noire (The Dark Eidolon) ancienne traduction incomplète - 1985 : Ubbo-Sathla (Néo n°155) Out of Space and Time (2) (1942) - L'Idole noire (The Dark Eidolon) la véritable fin - Le Dernier Hiéroglyphe (The Last Hieroglyph) - Sadastor (Sadastor) - La Mort d'Ilalotha (The Death of Ilalotha) - Le Retour du sorcier (The Return of the Sorcerer) - Le Témoignage d'Athammaus (The Testament of Athammaus) - Le Destin d'Avoosl Wuthoqquan (The Weird of Avoosl Wuthoqquan) - Ubbo-Sathla (Ubbo-Sathla) - Le Monstre de la prophétie (The Monster of the Prophecy) - Les Caveaux de Yoh-Vombis (The Vaults of Yoh-Vombis) - Dans les cryptes du souvenirs (From the Crypts of Memory) - Les Ombres (The Shadows) - 1986 : L'Empire des nécromants (Néo n°165) Lost Worlds (1944) - L'Histoire de Satampra Zeiros (The Tale of Satampra Zeiros) - La Porte sur Saturne (The Door to Saturn) - Les Sept Sortilèges (The Seven Geases) - La Venue du ver blanc (The Coming of the White Worm) - La Dernière Incantation (The Last Incantantion) - Cap sur Sfanamoë (A Voyage to Sfanamoë) - La Mort de Malygris (The Death of Malygris) - La Sainteté d'Azédarac (The Holiness of Azédarac) - La Bête d'Averoigne (The Beast of Averoigne) - L'Empire des nécromants (The Empire of the Necromancers) - L'Île des Tortionnaires (The Isle of the Torturers) - Les Nécromanciers de Naat (Necromancy in Naat) - Xeethra (Xeethra) | - 1986 : La Gorgone (Néo n°175) Lost Worlds (2) (1944) - Le Labyrinthe de Maal Dweb (The Maze of Maal Dweb) - Les Femmes-fleurs (The Flower-Women) - Le Démon de la fleur (The Demon of the Flower) - La Drogue de Pluton (The Plutonian Drug) - La Planète des morts (The Planet of the Dead) - La Gorgone (The Gorgon) - La Lettre de Mohaun Los (The Letter from Mohaun Los) - La Lumière de l'au-delà (The Light from Beyond) - Les Chasseurs de l'au-delà (The Hunters from Beyond) - Celui qui marchait dans la poussière (The Treader of the Dust) - 1987 : Le Dieu carnivore (Néo n°190/191) Genius Loci and Other Tales (1948) - Genius Loci (Genius Loci) - Le Paysage aux saules (The Willow Landscape) - Le Neuvième Squelette (The Ninth Skeleton) - Les Cendres du passé (The Phantoms of the Fire) - Le Monde éternel (The Eternal World) - Vulthoom (Vulthoom) - Mutation cosmique (A Star-Change) - La Cité première (The Primal City) - La Vénus de Périgon (The Disinterment of Venus) - Le Colosse d'Ylourgne (The Colossus of Ylourgne) - Le Satyre (The Satyr) - Le Jardin d'Adompha (The garden of Adompha) - Le Dieu carnivore (The Charnel God) - Le Supérieur noir de Puthuum (The black Abbot ogf Puthuum) - La Fileuse de momies (The Weaver in the Vault) - 1988 : Les Abominations de Yondo (Néo n°203/204) The Abominations of yondo (1960) - L'Héritier des ténèbres (The Nameless Offspring) - Les Charmes d'Ulua (The Witchcraft of Ulua) - L'Adepte du mal (The Devotee of Evil) - L'Épiphanie de la mort (The Epiphany of Death) - Un grand cru d'Atlantide (A Vintage from Atlantis) - Les Abominations de Yondo (The Abominations of Yondo) - La Sibylle blanche (The white Sybil) - Le Démon des glaces (The Ice-demon) - Le Voyage du roi Euvoran (The Voyage of king Euvoran) - Le Maître des crabes (The master of the crabs) - L'Enchanteresse de Sylaire (The Enchantress of Sylaire) - L'habitant des gouffres (the Dweller in the Gulf) - Les Âges sombres (The Dark Age) - Le Troisième Épisode de Vathek (The Third Episod of Vathek) - Chinoiserie (Chinoiserie) - Le Miroir dans le couloir d'ébène (The Mirror in the Hall of Ebony) - L'Apparition d'Aphrodite (The Passing of Aphrodite) - 1989 : Morthylla (Néo n°218/219) Tales of Science and sorcery (1964) - Avant propos de E. Hoffmann Price - Le Maître de l'astéroïde (Master of the Asteroid) - Semences de mort (The Seed from the Sepulcher) - La Racine d'Ampoï (The Root of Ampoi) - Les Immortels de Mercure (The Immortals of Mercury) - Meurtre dans la quatrième dimension (Murder in the Fourth Dimension) - La Semence de Mars (Seedling of Mars) - Le Sculpteur de gargouilles (The Maker of Gargoyles) - Le Grand Dieu Atwo (The Grat God Atwo) - Mère des crapauds (Mother of Toads) - Le Frai de la tombe (The Tomb-spawn) - Quand le diable y serait… (Schizoid Creator) - Le Festin de la Gorgone (Symposium of the Gorgon) - Le Vol des trente-neuf ceintures (The Theft of Thity-Nine Girdles) - Morthylla (Morthylla) - 2000 : Le Mangeur de hachisch (La Clef d'Argent) The Hashish-Eater; Or, the Apocalypse of Evil (1920) - 2001 : Nostalgie de l'Inconnu (La Clef d'Argent) - 2013 : Celui qui marchait parmi les étoiles (édition bilingue d'un choix de poèmes, traduction de Jean Hautepierre, Paris, L'Œil du Sphinx) - 2013 : La Flamme chantante (Actes Sud, nouvelle traduction de Joachim Zemmour) - 2017 : Zothique (en) (Éditions Mnémos, traduction par Julien Bétan) - 2018 : Hyperborée (en) et Poséidonis (en) (Éditions Mnémos, traduction par Vincent Basset) - Averoigne et autres mondes (Éditions Mnémos, traduction par Julien Bétan et Alex Nikolavitch) |

### Correspondance
Hippocampus press ont publié les correspondances de Smith avec Lovecraft, Loveman, Derleth, et George Sterling.
À ce jour[Quand ?] la correspondance de Clark Ashton Smith n'est pas encore traduite en français.